# Samodzielny Batalion Strzelców Morskich Dalekiego Wschodu
Samodzielny Batalion Morskich Strzelców Dalekiego Wschodu (ros. Отдельный батальон морских стрелков Дальнего Востока) – jednostka wojskowa białych podczas wojny domowej w Rosji.
Rozkazem z 10 stycznia 1919 r. na bazie Harbińskiej Kompanii Morskiej został sformowany w stanicy Okieanskaja pod Władywostokiem Samodzielny Batalion Strzelców Morskich Dalekiego Wschodu. Liczył on według etatu 75 oficerów, 8 czinowników i 1496 żołnierzy. Trzy kompanie miały być użyte do skompletowania załóg statków Amurskiej Flotylli Rzecznej, zaś czwarta dla oddziału okrętów wojennych we Władywostoku. W marcu 1919 r. Batalion został zwiększony o ponad 1 tys. nowych żołnierzy. Następnie część żołnierzy została odkomenderowana do innych jednostek, tak że stan liczebny Batalionu liczył ponad 600 ludzi. Na pocz. sierpnia powstał oddział karabinów maszynowych, zaś na pocz. września – oddział ćwiczebny dla szkolenia podoficerów. Batalion był uzbrojony w japońskie karabiny, karabiny maszynowe i granaty ręczne. We wrześniu wydzielona grupa bojowa zwalczała bolszewickich partyzantów i bandytów. Na pocz. października strzelcy morscy złożyli przysięgę wojskową. W tym czasie na ich czele stał ppłk Dmitrij Lisuczenko. Funkcję jego zastępcy pełnił kpt. 2 rangi Gładki. Batalion trafił na front, otrzymując dodatkowo na uzbrojenie 1 działo i 2 karabiny maszynowe. Na pocz. listopada 10 żołnierzy odkomenderowano do uzupełnienia załóg statków Amurskiej Flotylli Rzecznej. 17 listopada gen. Radola Gajda doprowadził we Władywostoku do wybuchu buntu przeciw adm. Aleksandrowi W. Kołczakowi. Wzięły w nim udział niektóre pododdziały morskich strzelców. Dalsze losy Batalionu nie są znane. Być może został rozformowany.